# Eusyllis spirocirrata
Eusyllis spirocirrata är en ringmaskart som beskrevs av Hartmann-Schröder 1959. Eusyllis spirocirrata ingår i släktet Eusyllis och familjen Syllidae. Inga underarter finns listade i Catalogue of Life.